# Lise Filiatrault
Lise Filiatrault (* vor 1983) ist eine kanadische Diplomatin.

## Leben
Filiatrault hat einen Bachelor-Abschluss in Biologie der Université du Québec in Montréal (1983) und einen Abschluss in Internationaler Zusammenarbeit und Entwicklung von der Universität Ottawa (1989).
Bevor sie zu Auswärtigen Dienst kam, arbeitete sie in Kamerun beim Centre d’études et de coopération internationale (CECI) und bei Crossroads International im Büro in Montreal. 1990 trat sie als Außendienstbeauftragte (englisch Foreign Service Officer) der Abteilung für auswärtige Angelegenheiten und internationalen Handel in Kanada bei. Dann war sie von 1992 bis 1994 in der diplomatischen Mission Georgetown in Guyana, von 1996 bis 2000 in Santiago in Chile und von 2002 bis 2005 in Havanna Kuba entsandt. Am Hauptsitz in Ottawa war Botschafter Filiatrault von 2013 bis 2016 (englisch Assistant Deputy Minister) für die afrikanische Niederlassungen südlich der Sahara. Vor dieser Position war sie von 2010 bis 2013 Generaldirektorin des US-amerikanischen Büros sowie Generaldirektorin für Europa, Mitte Ost- und Maghreb-Büro von 2009 bis 2010. Sie hatte verschiedene Positionen bei der Canadian International Development Agency inne, insbesondere von 2005 bis 2008 als Direktorin für das Nahost-Programm.
Lise Filiatrault wurde im Oktober 2016 kanadische Botschafterin in Dakar (Senegal). Die Akkreditierung gilt gleichzeitig für Gambia, Guinea-Bissau, und Kap Verde.

## Familie
Filiatrault ist verheiratet und hat zwei Töchter.